# Надежда I
«Наде́жда I» (нем. Hoffnung I) — аллегорическая картина австрийского художника Густава Климта. Считается искусствоведами важной вехой в его творчестве, когда в аллегорических работах он впервые обратился к теме жизни и смерти и отношений между мужчиной и женщиной.
Как и многие другие в его творчестве, картина полна чувственного эротизма, воспевает женственность и является ярким воплощением философской идеи художника о женском начале мира, живописным гимном любви и плоти. Натуралистичность и откровенность художественного языка Климта шокировали его современников, которые сочли «Надежду» непристойной. Климт был вынужден снять её с ретроспективной выставки Сецессиона в 1903 году из-за вмешательства некоего чиновника, опасавшегося нового скандала после «факультетских картин». «Надежду I» долгое время скрывал за складными створками наподобие сакрального алтаря в своей частной коллекции управляющий Венскими мастерскими Фриц Верндорфер и впервые участвовала в публичном показе лишь в 1909 году. В 1908 году Климт написал вторую «Надежду» в характерном для него «золотом стиле».
Внешним толчком к созданию полотна стала беременность одной из моделей Климта, женщины по имени Герма. Несмотря на её отказ работать моделью во время беременности, Климт всё равно приглашал её в свою мастерскую. Герма была вынуждена работать моделью, чтобы добыть пропитание для своей семьи и в конце концов согласилась позировать Климту. Художник, как само собой разумеющееся, использовал её затруднительное финансовое положение, чтобы написать девушку, у которой «зад намного прекрасней и интеллигентней, чем лица многих других».
Картина проникнута глубокой лиричностью. На вытянутом в высоту полотне в профиль изображена обнажённая беременная женщина в пышном облаке огненно-рыжих кудрявых волос, сдерживаемом нежным венком цветов. Слегка наклонив голову вперёд, она внимательно и серьёзно смотрит на зрителя огромными выразительными глазами, её ладони плотно прижаты к груди над острым животом. Смещённая вправо фигура молодой женщины чётко выделяется на тёмном фоне полотна, который планировался изначально пейзажным. Динамичный в драматично красных и синих оттенках фон картины с развевающимися орнаментальными полотнами противопоставляется постоянству и спокойствию терпеливого ожидания, которое излучает многозначительный взгляд будущей матери. Пугающий аллегорический фон картины с гримасами, масками и черепами, предположительно, символизирует у Климта угрозы, которым подвергается зародившаяся жизнь. Возможно, заменить фон картины художника заставила смерть его сына Отто Циммермана в сентябре 1902 года.